# Gare Warszawa Wileńska
La gare de Warszawa Wileńska est une gare ferroviaire situé Aleja Solidarności et Ulica Targowa (pl) à Varsovie.

## Histoire

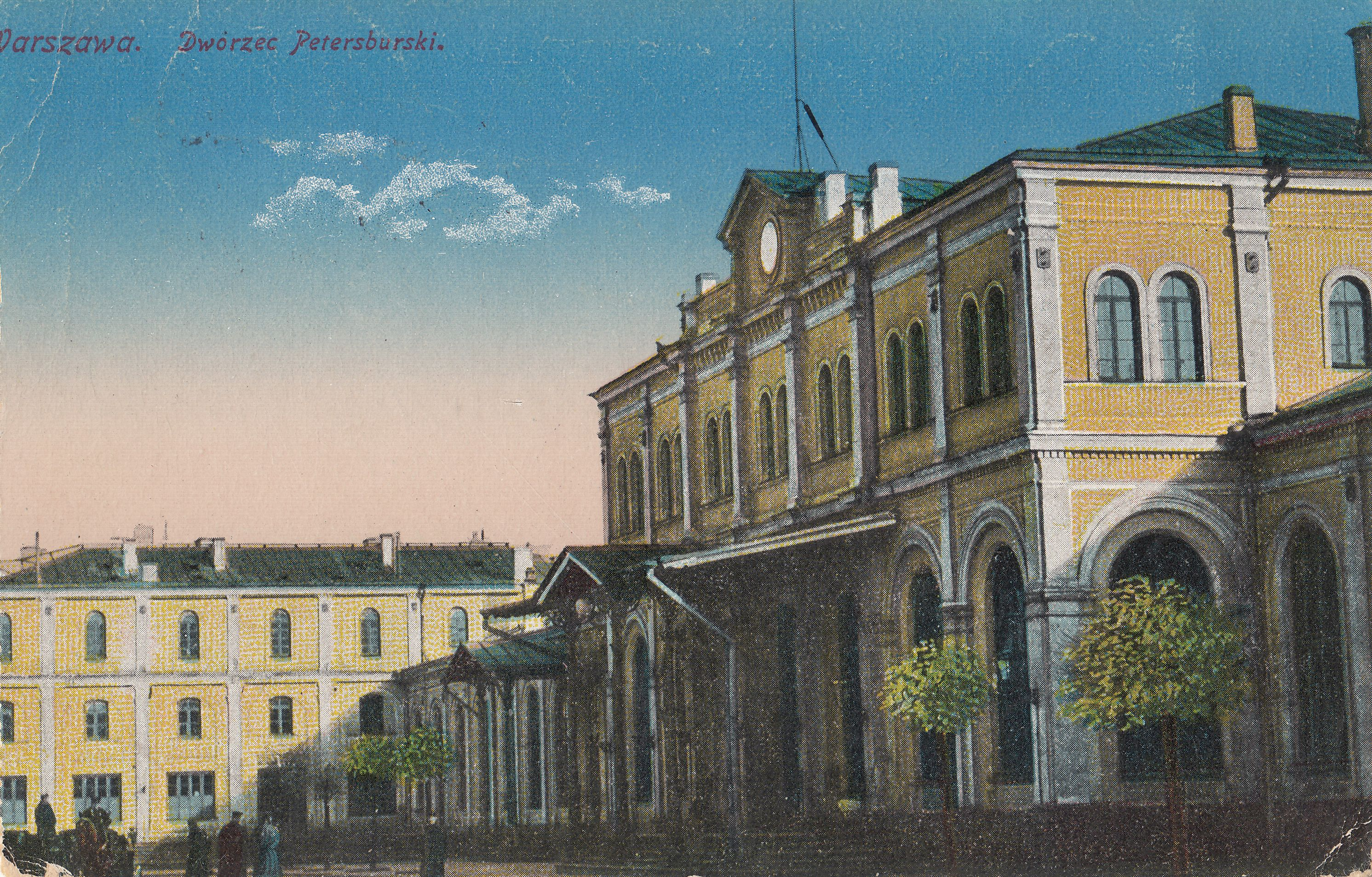
La gare de Péterbourg en 1916.

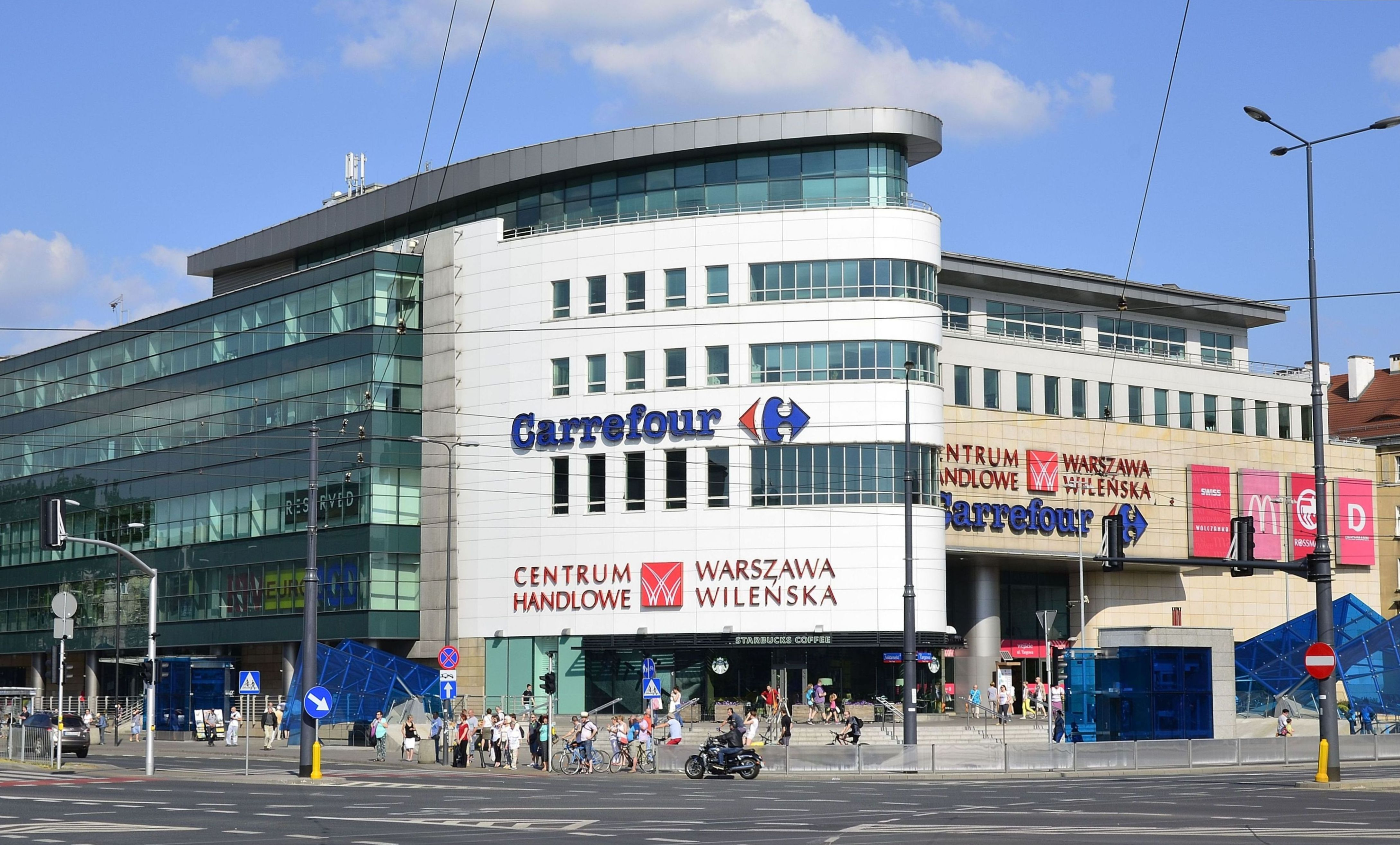
Le centre commercial Galeria Wileńska dans lequel se trouve la station Warszawa Wileńska.

Construite en 1863 pour servir de terminus de la nouvelle ligne de chemin de fer reliant Varsovie à Vilnius et Saint-Pétersbourg. Elle porte alors le nom de gare de Saint-Pétersbourg. C'est alors l'une des premières gares de Pologne. Le bâtiment lui-même est conçu par Narcyz Zborzewski. 
La ligne Varsovie-Saint-Pétersbourg utilise alors l'écartement russe tandis que la ligne Varsovie-Vienne arrivant gare de Vienne, est d'un écartement standard. Elles ne peuvent donc être raccordées. Pour permettre aux passagers voyageant de Vienne à Saint-Pétersbourg d'accéder plus facilement aux deux terminaux, une ligne de tramway hippomobile est ouverte peu après l'achèvement de la ligne de chemin de fer, donnant ainsi naissance au réseau de tramways de Varsovie. 
Pendant la Première Guerre mondiale, la gare est détruite lors de la retraite des russes en 1915. Après la fin des hostilités et la fin de la guerre soviéto-polonaise, les tronçons du chemin de fer Varsovie-Saint-Pétersbourg entre Varsovie et Vilnius passent à l'écartement standard, tandis que le trafic de passagers entre Varsovie et Leningrad, alors soviétique, a pratiquement cessé. La gare est alors rebaptisée Warszawa Wileńska. 
Dans les années 1927-1928, les bâtiments détruits cèdent la place aux bâtiments de la direction des chemins de fer polonais (pl). Une nouvelle gare Warszawa Wileńska est construite, légèrement au sud de l'emplacement d'origine. 
Les nouveaux bâtiments survivent à la Seconde Guerre mondiale, mais sont démantelés en 1950, tandis que les anciens dépôts de chemin de fer sont transformés en bâtiment de gare provisoire. Provisoire qui dure jusqu'en 2000, date à laquelle la nouvelle station est construite. Le rez-de-chaussée abrite désormais une gare de banlieue exploitée actuellement par Koleje Mazowieckie (pl), tandis que les étages supérieurs abritent le centre commercial Galeria Wileńska (pl). Le bâtiment est achevé en 2002. 
La construction de la station de métro Dworzec Wileński est achevée en mars 2015.

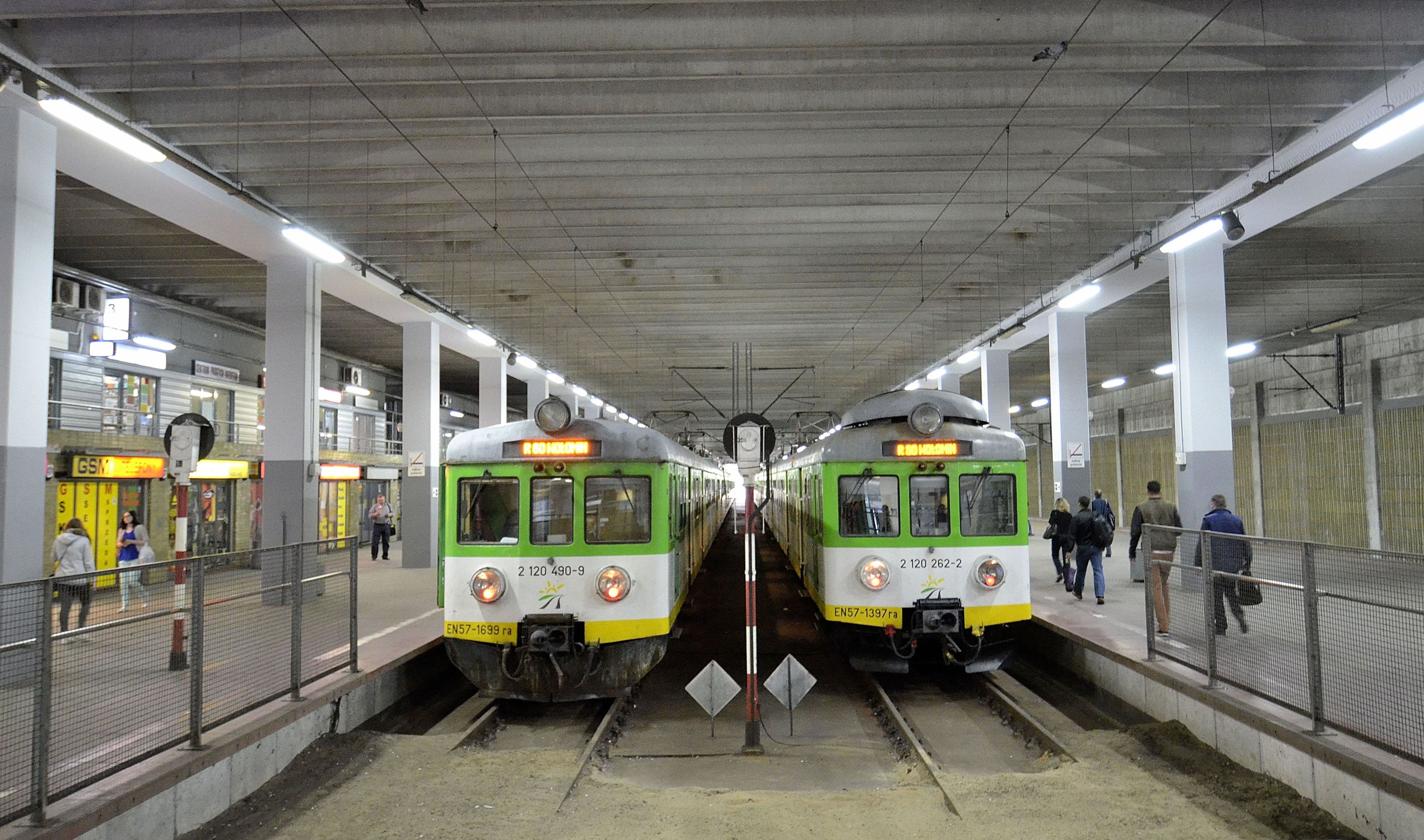
Les quais de la gare Warszawa Wileńska, en 2015

## Service des voyageurs

### Desserte
La ligne KM6 gérée par Réseau ferré de Mazovie (en)  dessert la ville de Malkinia Gorna en passant par Wołomin et Tłuszcz.

## Sources
- (pl) Cet article est partiellement ou en totalité issu de l’article de Wikipédia en polonais intitulé « Sobór metropolitalny Świętej Równej Apostołom Marii Magdaleny w Warszawie » (voir la liste des auteurs).